# Snook
Snook é uma cidade localizada no estado norte-americano de Texas, no Condado de Burleson.

## Demografia
Segundo o censo norte-americano de 2000, a sua população era de 568 habitantes.
Em 2006, foi estimada uma população de 581, um aumento de 13 (2.3%).

## Geografia
De acordo com o United States Census Bureau tem uma área de
5,2 km², dos quais 5,2 km² cobertos por terra e 0,0 km² cobertos por água. Snook localiza-se a aproximadamente 63 m acima do nível do mar.

## Localidades na vizinhança
O diagrama seguinte representa as localidades num raio de 28 km ao redor de Snook.